# Tour de France 2005/12. Etappe
| Ergebnis der 12. Etappe            | Ergebnis der 12. Etappe         |
| ---------------------------------- | ------------------------------- |
| Etappensieger                      | David Moncoutié 4:20:06 h       |
| Zweiter                            | Sandy Casar + 0:57 min          |
| Dritter                            | Ángel Vicioso + 0:57 min        |
| Vierter                            | Patrice Halgand + 0:57 min      |
| Fünfter                            | José Luis Arrieta + 0:57 min    |
| Zwischenstände nach der 12. Etappe |                                 |
| Gelbes Trikot                      | Lance Armstrong 46:30:36 h      |
| Zweiter                            | Michael Rasmussen + 0:38 min    |
| Dritter                            | Christophe Moreau + 2:34 min    |
| Grünes Trikot                      | Thor Hushovd 142 P.             |
| Zweiter                            | Stuart O’Grady 120 P.           |
| Dritter                            | Robbie McEwen 107 P.            |
| Gepunktetes Trikot                 | Michael Rasmussen 160 P.        |
| Zweiter                            | Christophe Moreau 89 P.         |
| Dritter                            | Santiago Botero 88 P.           |
| Weißes Trikot                      | Alejandro Valverde 46:33:52 h   |
| Zweiter                            | Jaroslaw Popowytsch + 3:09 min  |
| Dritter                            | Andrei Kaschetschkin + 3:16 min |

Die 12. Etappe der Tour de France 2005 war 187 Kilometer lang und führte von Briançon nach Digne-les-Bains. Die Strecke wies zwar keine hohen Pässe auf, war aber von zahlreichen kleineren Steigungen geprägt, darunter zwei Bergwertungen der 2. Kategorie.
Nach einigen erfolglosen Ausreißversuchen bildete sich nach rund 70 Kilometern eine Spitzengruppe mit elf Fahrern, darunter Axel Merckx, Sandy Casar und David Moncoutié. Wenig später schlossen Stuart O’Grady und Thor Hushovd zu ihnen auf. Der Vorsprung auf das Feld pendelte sich zunächst zwischen vier und fünf Minuten ein.
Beim Anstieg zum Col du Corobin startete Moncoutié eine Attacke und konnte sich entscheidend absetzen. Die Spitzengruppe musste ihn ziehen lassen und zerfiel in zwei Teile. Der Franzose Moncoutié profitierte von der Uneinigkeit in der ersten Verfolgergruppe und gewann schließlich mit einem Vorsprung von 57 Sekunden, und dies zumal am französischen Nationalfeiertag. Die zweite Verfolgergruppe mit Hushovd und O’Grady verlor 3:15 Minuten, während das Hauptfeld mit einem Rückstand von 10:33 Minuten eintraf.
Nicht mehr zum Rennen angetreten war der zweifache Etappensieger Tom Boonen. Der bisherige Führende im Punkteklassement war am Vortag gestürzt und hatte sich dabei eine Knieverletzung zugezogen. Neuer Träger des Grünen Trikots war damit ab dem folgenden Tag Thor Hushovd.

## Zwischensprints
1. Zwischensprint in La Roche-de-Rame (17,5 km)
| Erster  | Bradley McGee, 6 P. und 6 s |
| Zweiter | Robbie McEwen, 4 P. und 4 s |
| Dritter | Thor Hushovd, 2 P. und 2 s  |

2. Zwischensprint in Embrun (44,5 km)
| Erster  | Sylvain Chavanel, 6 P. und 6 s |
| Zweiter | Alberto Contador, 4 P. und 4 s |
| Dritter | Laurent Lefèvre, 2 P. und 2 s  |

## Bergwertungen
Côte des Demoiselles Coiffées Kategorie 3 (61 km)
| Erster  | Michael Boogerd, 4 P.  |
| Zweiter | Pierrick Fédrigo, 3 P. |
| Dritter | Stefano Garzelli, 2 P. |
| Vierter | Egoi Martínez, 1 P.    |

Col Saint-Jean Kategorie 2 (88 km)
| Erster   | Juan Manuel Gárate, 10 P. |
| Zweiter  | Sandy Casar, 9 P.         |
| Dritter  | Stuart O’Grady, 8 P.      |
| Vierter  | Patrice Halgand, 7 P.     |
| Fünfter  | Axel Merckx, 6 P.         |
| Sechster | José Luis Arrieta, 5 P.   |

Col du Labouret Kategorie 4 (115,5 km)
| Erster  | Juan Manuel Gárate, 3 P. |
| Zweiter | Axel Merckx, 2 P.        |
| Dritter | José Luis Arrieta, 1 P.  |

Col du Corobin Kategorie 2 (156,5 km)
| Erster   | David Moncoutié, 10 P.   |
| Zweiter  | Juan Manuel Gárate, 9 P. |
| Dritter  | Axel Merckx, 8 P.        |
| Vierter  | José Luis Arrieta, 7 P.  |
| Fünfter  | Sandy Casar, 6 P.        |
| Sechster | Patrice Halgand, 5 P.    |

Col de l’Orme Kategorie 4 (156,5 km)
| Erster  | David Moncoutié, 3 P.    |
| Zweiter | Juan Manuel Gárate, 2 P. |
| Dritter | Axel Merckx, 1 P.        |